# 名倉瞳
名倉 瞳（なくら ひとみ、1992年10月24日 - ）は、日本のAV女優。ファイブプロモーション所属。

## 略歴・人物
2010年にデビューしたロリ系のAV女優である。
「麻友美（まゆみ）」名義でイメージビデオとアダルトビデオにも出演している。

## 出演作品

### アダルトビデオ
2010年
- 家賃を滞納する住人に支払うよう部屋まで催促に行くと「今は払えない」と言うので利息代わりにヤッてやった （2010年9月22日、DOC）…オムニバス作品 他出演:安藤美沙、清瀬怜、内田美奈子
- 父娘 近親相姦 〜娘に欲情してしまい…〜 （10月5日、スティルワークス）…オムニバス作品 他出演:桃居りん、菅野由紀
- 私の捨てるに捨てられないエロVHSコレクションを、女子高生の娘とその友達がこっそり持ち出して鑑賞会? ムラムラした女の子が別室で大胆にもオナニーに没頭!そんなエロい光景を目撃してしまった私は、父親としての理性などブッ飛びダメもとで声を掛けたら、拒絶されるどころか逆に求められて娘の友達と禁断の合体!? （11月4日、Hunter…オムニバス作品 他出演:木下知里、月野みちる、堀井ミカ ほか
- 純真美少女 優等生 （12月1日、渋谷プラス） ※「麻友美」名義
- 近親相姦!! 父親が多感な娘と2人っきりでAV鑑賞 （12月7日、アキノリ）…オムニバス作品 他出演:月野みちる、堀井ミカ、木下知里 ほか
- ○学生 ひとみちゃん 悶絶初アクメと中出しの記録 7 （12月20日、プラネットプラス）
- ロリナンパ ママには内緒にしとこうね…。 初めてのエステ体験 （12月20日、ピーターズ）…オムニバス作品 他出演:早乙女らぶ、皆瀬ふう花、上村香澄

2011年
- 素人♥SEX 女子校生美少女ひとみ （1月28日、Sweet Girl）
- 制服美少女 なんでもします。 （2月1日、渋谷プラス） ※「麻友美」名義
- 女子●●生 拉致監禁 3 （2月1日、ローグプラネット）
- 催眠隷女 5号トモミ （2月15日、催眠研究所） ※「トモミ」名義
- 素人女子涎･歯・べろ観察 （3月29日、ラマニア）…オムニバス作品
- 部下の娘 〜ロリコン上司にイタズラされて〜 （4月5日、スティルワークス）…オムニバス作品 他出演:野中あんり、愛純彩
- 東京おもらし娘 EXTRA VOL3 （4月5日、スティルワークス）…オムニバス作品
- 無毛浣腸 いもうと人形 僕はただ、可愛い妹が欲しかっただけなんだ… （4月8日、三和出版）…オムニバス作品 他出演:小咲みお
- 本物の介護ボランティア○学生 （4月21日、V&Rプロダクツ）…オムニバス作品 他出演:堀井ミカ、水嶋あい ほか
- ロリ性感放課後ブルマッサージ （5月7日、V&Rプロダクツ）…オムニバス作品 他出演:堀井ミカ、水嶋あい ほか
- 危ない性倒錯一家の近親相姦性教育 （5月31日、ラハイナ東海）…オムニバス作品
- レズ痴漢バス 狙いは気弱でウブな女子高生 （6月18日、ヒビノ）…オムニバス作品 他出演:橘ひなた、茜笑美、仲本紗代、沢井美智、しずく
- パイパンワレメ少女生中出し ♯3 （7月8日、I.B.WORKS）
- 超ネ申星★アイドル 08 チームLOVEエナジ→研究生のハレンチファイトクラブ （7月21日、アイエナジー）…共演:市川つぐみ、竹内麻実、直井梢、宮内亮子、沢井麻紀子、池田倫子、中島沙耶 ※「遠藤真実子」名義
- 登校拒否をしている僕の家に若い美人の担任が心配して家庭訪問にやって来た。最初は僕を学校に来させようと必死だったけど、不意に流れた僕のAVを見た瞬間その熱意はテレビ画面に!しかも発情しちゃったのかパンツにシミができるほどエッチな気持ちになって…女に豹変し想定外の童貞喪失!これで味を占めた僕は調子に乗って登校拒否を続けたら学級委員長、クラスメイト、副担任、教育実習生ともエッチなことができた! 2 （7月21日、Hunter）…オムニバス作品 他出演:小桜りく、椎名ゆず、加藤彩名、羽田桃子
- ギルガーメッシュMIDNIGHT × 超ネ申星★アイドルチームLOVEエナジ→ セクシーアイドル15人をエロバラエティ企画で感じさせまくり! （8月6日、ATOM）…共演:安倍ひかり、内山りさ、鈴木千紗、早川夕紀、水沢かおり、吉川れな、市川つぐみ、直井梢、宮内亮子、黒澤美夏子、沢井麻紀子、池田倫子、中島沙耶、矢野ちとせ ※「遠藤真実子」名義
- フェラチオ上手なJK お口使いの上手な女子校生たち （8月19日、GLAY'z IMPACT）…オムニバス作品 他出演:愛音まひろ、真中ありす、高倉舞、三浦まい、真鍋紗愛、大城真央、金子きい、しずく、井川あいな、加藤なつみ、香奈芽涼、紺野渚、小林みちる、菅野由紀、桐山凛果、天瀬ゆい、荒畑そのみ、七瀬みらい
- 禁断姦係 近親相姦な女子校生 （8月19日、GLAY'z IMPACT）…オムニバス作品 他出演:そのみ、しずく、紺野渚、七瀬みらい、加藤なつみ
- 超ネ申星★アイドル 09 チームLOVEエナジ→1期生vs2期生 肉弾エロバトル勃発! （8月20日、アイエナジー）…共演:安倍ひかり、内山りさ、鈴木千紗、早川夕紀、水沢かおり、吉川れな、市川つぐみ、直井梢、宮内亮子、黒澤美夏子、沢井麻紀子、池田倫子、中島沙耶、矢野ちとせ ※「遠藤真実子」名義
- メコスジいぢり （9月1日、Fetishist）…オムニバス作品 他出演:河愛杏里、早乙女らぶ、竹内りな、松村ちづる、雛木あんず、初芽里奈、桃音まみる、藤原ひとみ、長谷川しずく、柳原あかり、羽田桃子
- 嫁の妹 〜義兄に犯されて〜 （9月3日、スティルワークス）…オムニバス作品 他出演:初芽里奈、入岡早希
- おもらし・失禁・放尿・聖水 65人82発!3時間 （10月5日、スティルワークス）…オムニバス作品 他出演:内田美奈子、柳田やよい、初芽里奈、西城玲華、保坂友利子、野中あんり、秋川真理、山口智美 ほか
- ドキュメント性教育 小○生にいたずら!凌辱行為!! 2 （10月15日、Sweet）
- 素人ギャルに濃厚キスして手こきして抜いてもらいました （11月7日、GLAY'z IMPACT）…オムニバス作品 他出演:菅野由紀、安室美貴、天宮まりる、三橋ひより、七瀬みらい、西園けい、紺野渚、藤咲れん、斉藤らむ、高沢沙耶、神木なな、秋本ゆいか、島村菜々、葵まりあ、野々宮ヒカル、天瀬ゆい、新城美稀、前田彩七、上戸みなみ、石岡亜美、小島優花、広末希未、松井めぐみ ほか
- 美少女JC援交 丸見え動画 （11月13日、カルマ）…オムニバス作品
- あねちち（姉乳） 2 （11月15日、ケー・トライブ）
- Girls Talk 010 OLが女子校生を愛するとき… （11月15日、プラム）…共演:甲斐ミハル
- ジュ●ア英会話スクールにきた新入生に異文化挿入2穴ファック （11月19日、SODクリエイト）…共演:早乙女らぶ、水嶋あい、いちご ほか
- ●姦 24 （11月25日、プラネットプラス）

### イメージビデオ
- あなたに甘えんぼ! （2010年10月1日、渋谷.com） ※「麻友美」名義
- 制服美少女の限界 （2010年10月29日、オルスタックピクチャーズ） ※「麻友美」名義